# Micrasterias foliacea
Micrasterias foliacea là một loài Song tinh tảo trong họ Desmidiaceae, thuộc chi Micrasterias.